# 棟方志功
棟方 志功（むなかた しこう、1903年〈明治36年〉9月5日 - 1975年〈昭和50年〉9月13日）は、日本の板画家。従三位。最晩年には約半年間、棟方志昂と改名した。
青森県青森市出身。川上澄生の版画「初夏の風」を見た感激で、版画家になることを決意。1942年（昭和17年）以降、棟方は版画を「板画」と称し、一貫して木版の特性を生かした作品を作り続け、その偉業から板画家として世界的に知られる。墨書や「倭画」（やまとえ）と名付けた肉筆画も残している。

## 来歴
1903年（明治36年）、刀鍛冶職人である棟方幸吉とさだの十五人きょうだい（九男六女）の三男（第六子）として生まれる。豪雪地帯出身の影響で、囲炉裏の煤で眼を病み、以来極度の近視となる。1910年（明治43年）、長島尋常小学校（現在の青森市立長島小学校）に入学する。幼少期から家業を手伝うかたわら、善知鳥神社の祭りの灯篭の牡丹絵や凧の絵に惹かれ、自然美とは異なる、人工美としての絵画に目覚め、自然と絵心も育まれていった。
1915年（大正4年）10月、棟方は大日本帝国陸軍 第八師団の演習中に校舎の裏に不時着した複葉機に走り寄り、水田の川でつまづいて転ぶ。倒れた棟方は目の前に咲いていたオモダカの花の美しさに感動し、この美しさを表現することを決意する。1920年（大正9年）、棟方が十八歳のとき父親が隠居し鍛冶屋を廃業、棟方は青森地方裁判所弁護士控所の給仕となる。棟方は勤務中も暇を見て合浦公園へ写生に出かけたが、その能筆ぶりを認められて書記も務めるようになり、好きな絵を描く時間がなくなり裁判所を退職する。10月25日、母さだが死去する。

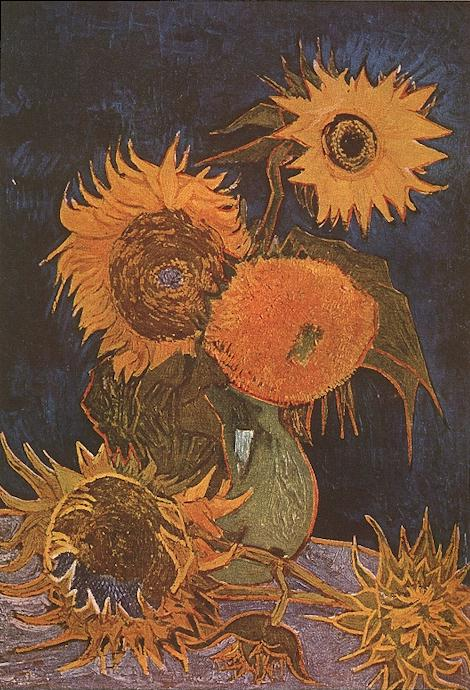
ゴッホ『ひまわり』(1888年)
棟方は小野からこの絵画の原色刷絵葉書を贈られた。

1921年（大正10年）秋に、棟方は親友の松木満史、古藤正雄、鷹山宇一らと「青光画社」という洋画のグループを作り、第一回展覧会がのちに東奥日報を経て青森県知事となる竹内俊吉に激賞される。自信をつけた棟方は画家になる意志を固め、青森市立中学校の美術教師であった小野忠明からゴーギャン、セザンヌ、ロートレック、マティス、ピカソなどの洋画家たちについて教えを受け、とくにゴッホの話に感動し、棟方は「日本のゴッホになる」ことを目標に掲げた。この頃、棟方はゴッホとは洋画家そのものを指す言葉だと考えていた。
1924年（大正13年）に上京する。大和町に家を借り、始めは中村不折の門を叩く。不折は外遊中で不在だったが、棟方は邸内の私設博物館にあったギリシャ彫刻の女の臥像に感動して帝展入選を誓った。果たして帝展や白日会展などに油彩画を出品するも落選が続いた。10月26日、父幸吉が死去する。1925年（大正15年）、麹町区紀尾井町の東京教材出版社に勤め、教科書の表紙や図版を描く。
1926年（昭和2年）、国画創作協会の展覧会で観た川上澄生の版画『初夏の風』（はつなつのかぜ）に感動し、棟方は版画家になることを心に決める。棟方は1927年（昭和2年）から平塚運一に師事して版画を習うかたわら、本の仕事や靴の修理、納豆売りをして糊口をしのぎ、1928年（昭和3年）第9回帝展で「雑園」（油彩）が初入選する。1930年（昭和5年）4月9日、赤城千哉子と結婚。文化学院で美術教師を務める。
1932年（昭和7年）、日本版画協会会員となり、ロサンゼルスオリンピックの芸術競技に出品する。1934年（昭和9年）、佐藤一英の詩「大和し美し」を読んで創作意欲を掻き立てられ、1936年（昭和11年）に国画展に出品した『大和し美し』（やまとしうるわし）が出世作となり、これを機に柳宗悦や河井寛次郎などの民藝運動関係者や、保田與重郎や蔵原伸二郎などの文学者たちとの知遇を得、棟方の芸術も彼らから多大な影響を受ける。1937年（昭和12年）に初めて裏彩色の技法を用いた『観音経板画巻』全三十七柵を制作。1941年（昭和16年）、大原總一郎邸にて倭画による襖絵『御群鯉図』（おんぐんりず）を描く。1942年（昭和17年）、随筆集『板散華』を刊行。棟方は同書のなかで、今後自身の版画作品を「板画」（ばんが）と呼ぶことを宣言する。蔵原伸二郎の詩『崑崙』を題材とした『繧𦅘頌・崑崙板画巻』（うんげんしょう・こんろんはんがかん）全十六柵を制作。唯一の油画集『棟方志功画集』（昭森社）を刊行。
1943年（昭和18年）に渋谷区に移転、自宅は大原孫三郎の命名により「雑華山房」（ざっけさんぼう）と名付けるが、1945年（昭和20年）5月25日に空襲のために雑華山房が全焼し、版木もすべて焼失した。棟方は戦時疎開のために富山県西礪波郡福光町（現南砺市）に移住し、1954年（昭和29年）までここに住んだ。棟方は同地の自然をこよなく愛し、河井寛次郎の仕事ぶりを讃えた『鍾渓頌』（しょうけいしょう）全二十四柵や、『龍膽の柵』（りんどうのさく）などの多くの作品を制作し、地元の僧侶や近隣に疎開していた書家の大澤雅休の知己を得て、本格的に墨書に取り組む。
1946年（昭和21年）、富山県福光町栄町に住居を構え、自宅の八畳間のアトリエを「鯉雨画斎（りうがさい）」と名付け、住居は谷崎潤一郎の命名により「愛染苑（あいぜんえん）」と呼んだ。栄町にあった住居は移築保存され、現在は「鯉雨画斎」として一般公開されている。1947年（昭和22年）秋、京都市左京区南禅寺下川原町にある谷崎の自宅「潺湲亭」（せんかんてい、現在の石村亭）の表札を彫る。1949年（昭和24年）には岡本かの子の詩『女人ぼさつ』を題材とした板画『女人観世音』（にょにんかんぜおん）全十二柵を制作。6月に日本民藝館にて肉筆・板画を含む百点余りに及ぶ『棟方志功特別展』を開催する。
1951年（昭和26年）、スイス、ルガーノで開催された第二回国際版画展で優秀賞を受賞。1952年（昭和27年）にはサロン・ド・メに招待出品し、同年秋にはニューヨークで初の個展を開催する。ベートーヴェンの交響曲第九番を題材とした板画『歓喜頌』（かんきしょう、六曲一双）、いろは歌に「ん」を加えた『いろは板画柵屏風』（六曲一双）を制作。河井寛次郎の紹介により東急グループの五島慶太と高橋禎二郎の知遇を得る。毎日新聞社により文化映画『板画の神様』が制作され、初めて棟方の創作風景や暮らしぶりが記録された。11月に明治天皇の生誕百年を記念して、著書『板響神』（祖国社）を刊行。1953年（昭和28年）、戦後富山県八尾町に疎開していた吉井勇が詠んだ短歌を題材とした『流離頌』（りゅうりしょう）全三十一柵を制作。1954年（昭和29年）には初めての日展出品作『御華狩頌・乾坤妙韻板画柵』（おんはなかりしょう・けんこんみょういんはんがさく）を制作。
1955年（昭和30年）、ブラジル、サンパウロ・ビエンナーレで版画部門の最高賞を受ける。1月16日、淡交社の企画により、「実験茶会」の亭主を務める。テーマは『ベートーベンの第九を主題とする草々の茶・イロハ茶会』であった。1956年（昭和31年）、ヴェネツィア・ビエンナーレに「湧然する女者達々」（ゆうぜんするにょしゃたちたち）全二柵などを出品し、日本人として版画部門で初となる国際版画大賞を受賞した。ふたたび淡交社の企画により、茶掛けとして『茶韻十二ヶ月板画柵』（ちゃいんじゅうにかげつはんがさく）全十二柵を制作。花札の十二か月を題材とした『柳緑花紅頌』（りゅうりょくかこうしょう）全十二柵を制作。文学方面では谷崎潤一郎の『歌々板画柵』（うたうたはんがさく）全二十四柵、『鍵板画柵』全五十九柵、江戸川乱歩の「犯罪幻想」（創元社）を題材とした、『幻想板画柵』全十一柵、草野心平の『山脈板画柵』全三柵などを制作し、『板画の道』（宝文館）、『板画の肌』（河出書房）などの自著も刊行した。1958年（昭和33年）1月にはみたび淡交社の企画で北大路魯山人、勅使河原蒼風、岡本太郎との座談会、『戌年談義』（いぬどしだんぎ）に参加し、江戸川乱歩の『緋薔薇頌』（ひばらしょう）を制作した。7月、筑摩書房から柳宗悦の監修による『棟方志功板画』を刊行。1935年から1958年までの作品から91点を選出した、英文解説つきの本格的な選集となった。
1959年（昭和34年）1月にはデイヴィッド・ロックフェラー夫人とジャパン・ソサエティーの招きにより渡米 、ベアテ・シロタ・ゴードンがコーディネートと通訳を務め、各大学で日本美術や板画についての講義をする。その後、8月から9月にかけてオランダ、フランス、スペイン、イタリア、スイスを周る。この時、ニューヨークではトーテムポールとピカソの『ゲルニカ』に感動し、バチカンではシスティーナ礼拝堂のフレスコ画『最後の審判』を鑑賞、フランスではオーヴェルにあるゴッホの墓を訪ねた。11月に帰国し、半年間中央公論社の雑誌『週刊公論』の表紙画を描く。1961年（昭和36年）、京都法輪寺より法橋位を受ける。9月に台東区東本願寺茶室「紫雪亭」の襖絵を描く。1962年（昭和37年）、富山県日石寺より法眼位を受ける。大原孫三郎の妻で歌人の大原寿恵子の歌集の挿画を制作。装幀は柚木沙弥郎が手がけた。1963年（昭和38年）1月にはチリにて板画展を開催し、4月には藍綬褒章を受章、この頃から東海道の取材旅行を始める。9月、還暦を機に、好きな物に囲まれた自画像『歓喜自板像 第九としてもの柵』（かんきじはんぞう だいくとしてものさく）を制作。大原總一郎の依頼により、12月に竣工する倉敷国際ホテルのための板画壁画『大世界の柵・坤 - 人類より神々へ』を制作。1964年（昭和39年）1月には宮中の歌会始に招かれ、10月に初の自伝『板極道』を出版した。1965年（昭和40年）には1月に紺綬重飾褒章を受章。2月にセントルイス、ワシントン大学の招きにより渡米し、4月まで日本の板画について講義を行ない、日本から携えてきた草野心平の詩集『富士山』（昭森社）を題材とした板画を制作した。棟方は滞米中にダートマス大学から名誉文学博士号を贈られ、6月の帰国後にはイタリア芸術院より名誉会員に推挙されている。1966年（昭和41年）、倭画『富士十題』を制作。劇団民藝公演『バラが問題だ』（演出：菅原卓）のために同名の油画を描く。7月から平凡社『太陽』で連載が開始される「日本名匠伝」の題字を揮毫する。

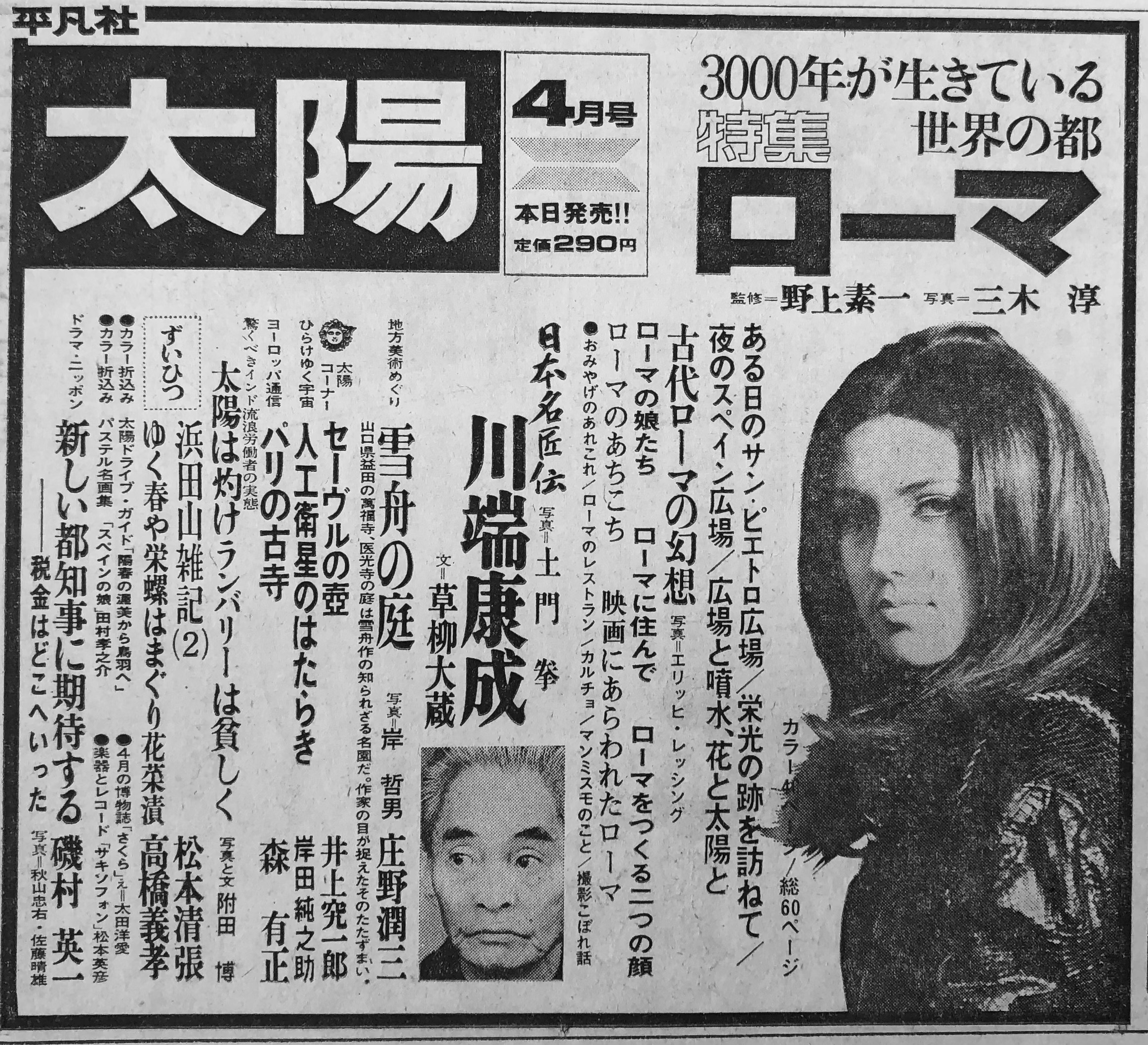
平凡社『太陽』新聞広告 (1967年3月11日)
中央に見える「日本名匠伝」の筆文字は棟方による。

1967年（昭和42年）、日本版画院より名誉会員に推挙される。10月にクリーブランドにて開催される「棟方志功板画屏風形体ワンマンショー」出演のために渡米し、板画のほかリトグラフも制作した。その後ブルックリン美術館、スミソニアン美術館で巡回展示され、翌年1月に帰国する。なお、棟方はこの時訪れたセントルイスで、知人のグッドマン夫妻宅の音楽会に招かれている。1968年（昭和43年）4月、劇団民藝公演のアーサー・ミラー作『ヴィシーでの出来事』の舞台美術を手がける。1969年（昭和44年）2月17日、青森市から初代名誉市民賞を授与される。10月に講談社から芸業四十周年記念出版『棟方志功板画大柵』が刊行され、朝日新聞社主催の『板芸業四十年記念棟方志功障壁画展』が開催される。保田與重郎の短歌を彫り上げた『炫火頌板画柵屏風』（かぎろいしょうはんがさくびょうぶ、全十二柵）を制作。
1970年（昭和45年）、日本各地を巡る『海道シリーズ』の制作開始。NHKにて本人出演のドキュメンタリー『板画まんだら 棟方志功の世界』（音楽：高橋竹山・宇野誠一郎、ナレーター：籠野博嗣）が放映され、8月には大阪万博・日本民芸館のための板画壁画『大世界の柵・乾 - 神々より人類へ』が完成した。11月には文化勲章を受章し、文化功労者に叙された。1971年（昭和46年）2月に沖縄へ旅行。5月に天皇・皇后が主催する赤坂御用地での園遊会に招待され、天皇・皇后・皇族から話しかけられる。陸奥新報の創刊二十五周年を記念して、この年の弘前ねぷた祭りのために『天の磐戸』（あまのいわと）、『天照大神』（あまてらすおおみかみ）の扇ねぷた絵を描く。1972年（昭和47年）、草野心平とともに、2月から3月にかけてインドへ取材旅行し、7月にカジュラーホーの神々を題材とした、幅七メートルに及ぶ『厖濃の柵』（ぼうのうのさく）を制作。10月にインド大使館の後援により、インド独立二十五周年記念展覧会『棟方志功芸業頌厖濃展』（げいごうしょう ぼうのうてん）を開催した。1973年（昭和48年）、河井寛次郎記念館の開館記念に看板の文字を揮毫。材料となる欅の木工は黒田辰秋が手がけた。7月には新横綱、輪島大士の化粧まわしを描き、8月には八甲田山系の連作倭画『八甲田連山図』を制作。12月31日、第24回NHK紅白歌合戦に審査員として出場する。
1974年（昭和49年）1月、平凡社『別冊太陽』のために、倭画『禰舞多運行連々絵巻』を描く。3月から8月にかけて、毎日映画社にて記録映画『彫る 棟方志功の世界』を撮影。5月には1972年から始めた松尾芭蕉の「おくのほそ道」紀行が完結。6月には『棟方志功油画展』（油彩）を開催した。7月には名前を志功から志昂に改名するが、半年ほどで元の名前に戻した。同じ頃、八戸市公会堂のための緞帳をデザインする。この夏に日本で制作した最後の板画作品となる『不盡の柵』（むじんのさく）を制作。8月5日、青森市の三内霊園に自身と千哉子夫人の生前墓を建立するため、墓碑の版下スケッチを描き、『静眠碑』（せいみんひ）と名付けた。これは崇敬していたゴッホの墓を模した夫婦連名の墓となっている。9月17日から10月15日まで、日本経済新聞に「私の履歴書」を連載。10月18日に渡米し、約一か月間ダラス、セントルイス、ニューヨークなどで板画展を開催、グッドマン夫妻とも再会を果たした。棟方は各大学で「日本の禅と美」というテーマで講義を行ない、ニューヨークではリトグラフを制作したが、10月末に体調を崩してニューヨークで療養したあと12月2日に帰国し、東京慈恵会医科大学附属病院に入院する。

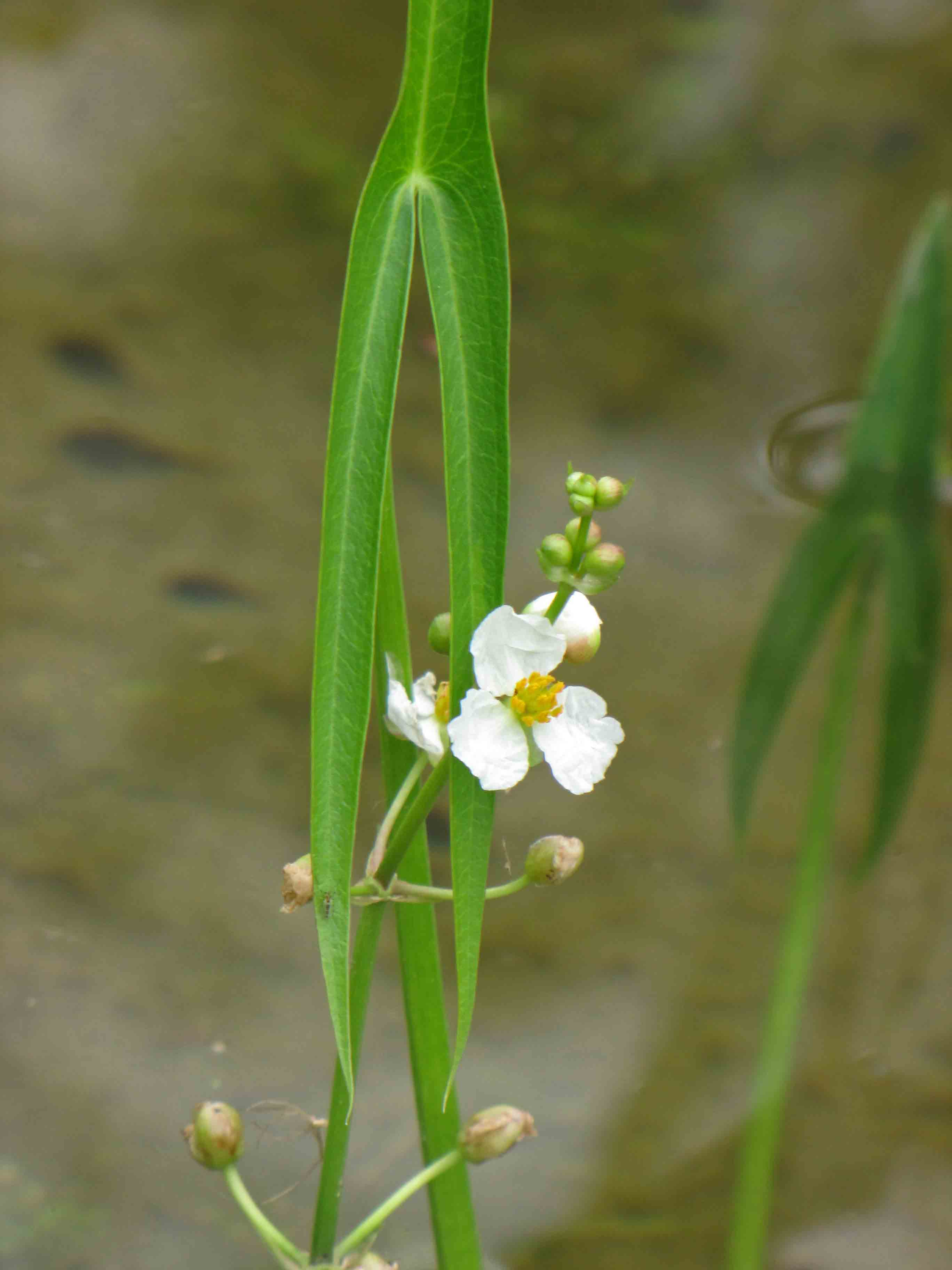
オモダカの花

1975年（昭和50年）3月、大縣神社に絵馬を奉納する。4月26日に退院し、5月には安川電機製作所のカレンダーとして、富山県南砺市の瞞着川の河童を描いた1943年（昭和23年）作の板画『瞞着川板画巻』（だましがわはんがかん）全三十四柵より十三柵を選んで彩色を施すが、これが最後のまとまった仕事となった。同じ月に棟方は絶筆となった倭画『白木観音 四万六千日のための観音像』を描き、6月5日に瞞着川の彩色板画についての口述を残したあと、9月13日に肝臓がんのため東京の自宅で死去。72歳没。同日付けで従三位に叙された。戒名は華厳院慈航真𣴴志功居士。棟方の亡骸は生前の希望通り、青森市の三内霊園にある「静眠碑」に埋葬された。静眠碑の背後にある久栗坂石の石碑には、以下のように『不盡の柵』を刻んだブロンズ・レリーフの銘板が嵌め込まれている。
棟方がこの碑文について語った言葉が残っている。
「得ズ……」ないところがいいですよね。

驚いても　オドロキきれない

喜んでも　ヨロコビきれない

悲しんでも　カナシミきれない

愛しても　アイシきれない

結局、無限なんですよ。未来永永ですよ。—1974年8月5日述
棟方の命日はこの銘板にも刻まれている故人が愛した草花にちなみ、沢瀉忌（おもだかき）と呼ばれ、毎年参拝客が訪れている。

## 作風・人物
- 棟方は作品の題名に『〇〇〇の柵』（〇〇〇のさく）と名付けた。棟方によると、柵とは四国八十八箇所の参拝者が持つ納札を指し、寺社に納めるお札のごとく願いを込めて制作した作品という意味だとしている[45][46]。

- 棟方は強度の近視であり、左眼はいつ頃か本人にも分からないほどに自然と失明したという[8][注 30]。残る右眼も緑内障であったため、遠景をよく見るためには双眼鏡を必要とした[18]。映像作品で見られるところの棟方は、右眼の眼鏡が板木に触れるほどに顔を近づけて、軍艦マーチを口ずさみながら版木を彫っているが、棟方志功の孫で棟方版画美術館（現在は閉館）元学芸員の石井頼子によれば、棟方が公の場で見せる天衣無縫で豪放磊落な姿は対外的なもので、自宅での棟方は物静かな読書家で、大変な努力家だったという。いざ実作にかかると仕事は早かったが、アトリエには他人を入れず、制作にあたっては冷静かつ入念な準備を重ねて細心の注意を払い、刀物での怪我には気を付けていたという[48]。

- 彫りについて、棟方は版木を無駄に使わないことを第一条件とした。どれだけ画面が大きくても作者の素直な想いがこもっていなければ何にもならず、反対にマッチラベルや名刺のような小さい作品でも大作と呼べるとした[49]。後年の棟方は組作品や大画面の作品を数多く制作したが、生涯を通じて小品も多数制作している。とくに駆け出し時代には思うように版木が入手できなかったため、小さな板でも表現できる書籍の挿絵や表紙画を数多く制作している[11]。棟方は版木材に朴の木や桂の木を用い、彫刻刀はおもに小学生用のものを使ったが[注 31]、刃物商「研綱」（とぎつな）銘の刀も愛用し[51]、必要に応じて叩きノミを用いた。

- 摺りについて、棟方は始め黒一色で摺ったが、のちに柳宗悦の助言により、黒色で摺り上げた版画の裏面に彩色する「裏彩色」を用いるようになった[8]。墨は現代の十丁型の奈良墨を使い[52]、倭画や裏彩色には岩絵具や水彩用の顔料を用い、バレンは虎屋の羊羹に使われている竹の皮で自作している。通常、版画家は最初にまとまった枚数を摺り、必要に応じて限定番号を入れるが、棟方はこうしたやり方を嫌い、必要な枚数のみを摺り、その都度摺った日付とサインを入れた。なお、棟方が作品にサインを入れ始めたのは1955年（昭和30年）前後であり、戦前のものにはサインが無い。作品の題名が変わることもしばしばある。

- 棟方が中野区大和町に住んでいたころ、借家の四枚の襖一面に蛸の群れの絵を描いたことで家主から抗議を受けた。それでも懲りずに絵が描きたくなった棟方は、人目に付きにくい場所として便所の壁に観音菩薩の絵を描いた[16]。この絵は評判を呼んで、十五歳の子供から七十歳代の大人までが見物に訪れるようになった。見物人の一人であった詩人の小高根二郎は、家主の苦情封じのために東大寺から拝領した不浄除けの護符を菩薩像の上に貼った[53]。

- 第二次世界大戦中、富山県に疎開した折に触れた浄土真宗の影響で[10][11]、「阿弥陀如来像」「蓮如上人の柵」「御二河白道之柵」（おんにがびゃくどうのさく）「我建超世願」（がごんちょうせがん）「必至無上道」（ひっしむじょうどう）などの仏教を題材とした作品が有名である。「いままでの自分が持っているル一ツの自力の世界、自分というものは自分の力で仕事をするというようなことから、いや、自分というものは小さいことだ。自分というものは、なんという無力なものか。何でもないほどの小さいものだという在り方、自分から物が生まれたほど小さいものはない。そういうようなことをこの真宗の教義から教わったような気がします」と語っている。

- 棟方は子供の頃から大のねぶた愛好家であり、開催時期にはほぼ毎年帰省して祭りに参加した[32]。棟方はねぶたの色彩こそ純粋な自分の色彩であるとして[54]、作品の題材にも採り上げ[注 32]、1974年（昭和49年）には青森ねぶた運行の模様を描いた、全長十七メートルに及ぶ倭画『禰舞多運行連々絵巻』（ねぶたうんこうれんれんえまき）[注 21]を制作した。また、欣喜雀躍する自身の姿を描き込んだ作品もあり、ねぶた祭りに跳人（はねと）として参加している映像や写真も現存する[56][57]。

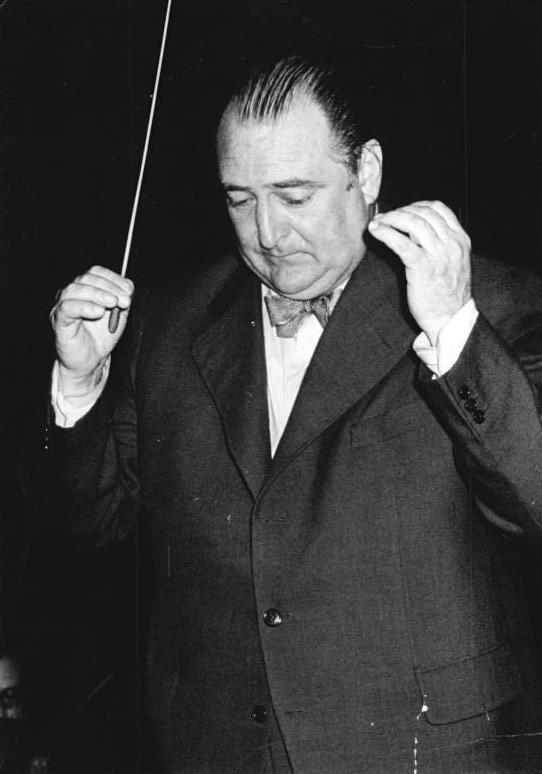
フランツ・コンヴィチュニー (1956年)

- 棟方はクラシック音楽が大好きだった。二人の娘にはピアノを、長男にはヴァイオリンを習わせ、鎌倉の自宅にはスタインウェイ製のピアノを置いた[16]。棟方はベートーヴェンの音楽、なかでも交響曲第九番を好み、蓄音機が手に入る前からレコードを買い揃えた。棟方は楽器の演奏はもちろん、生来の近視と不器用さのためにレコードをかけることができず、訪問客にレコードをかけてもらったり、演奏をしてもらうなどして一緒に音楽を愉しんだ。作品の題材にも採り上げており、1951年にはベートーヴェンの『運命』を題材とした『運命讃頌』（うんめいさんしょう）全四柵[注 33]、1952年には同じくベートーヴェンの『第九』を題材とした『歓喜頌』を制作し、1955年に実験茶会の亭主を務めたときは『第九』のレコードをかけながら客をもてなした。1967年と1974年の訪米時は知人のスタンレー、アリス・グッドマン夫妻宅の音楽会に招待され、1974年には音楽会で座った椅子の素描を公開制作の教材とした。この時制作した板画『ベートーベン・チェアーの柵』は棟方の生涯最期の板画作品として知られ、棟方の歿後にグッドマン夫妻の親族から棟方志功記念館に寄贈されている[24]。棟方が最も好んだ『第九』のレコードはフランツ・コンヴィチュニー指揮、ライプツィヒ・ゲヴァントハウス管弦楽団の演奏によるもので[注 34]、棟方は最晩年に自分が死んだときは白い花一輪を供えてベートーヴェンの『第九』を聴かせて欲しいという言葉を遺している。

## 作品

### 「板画」の代表作

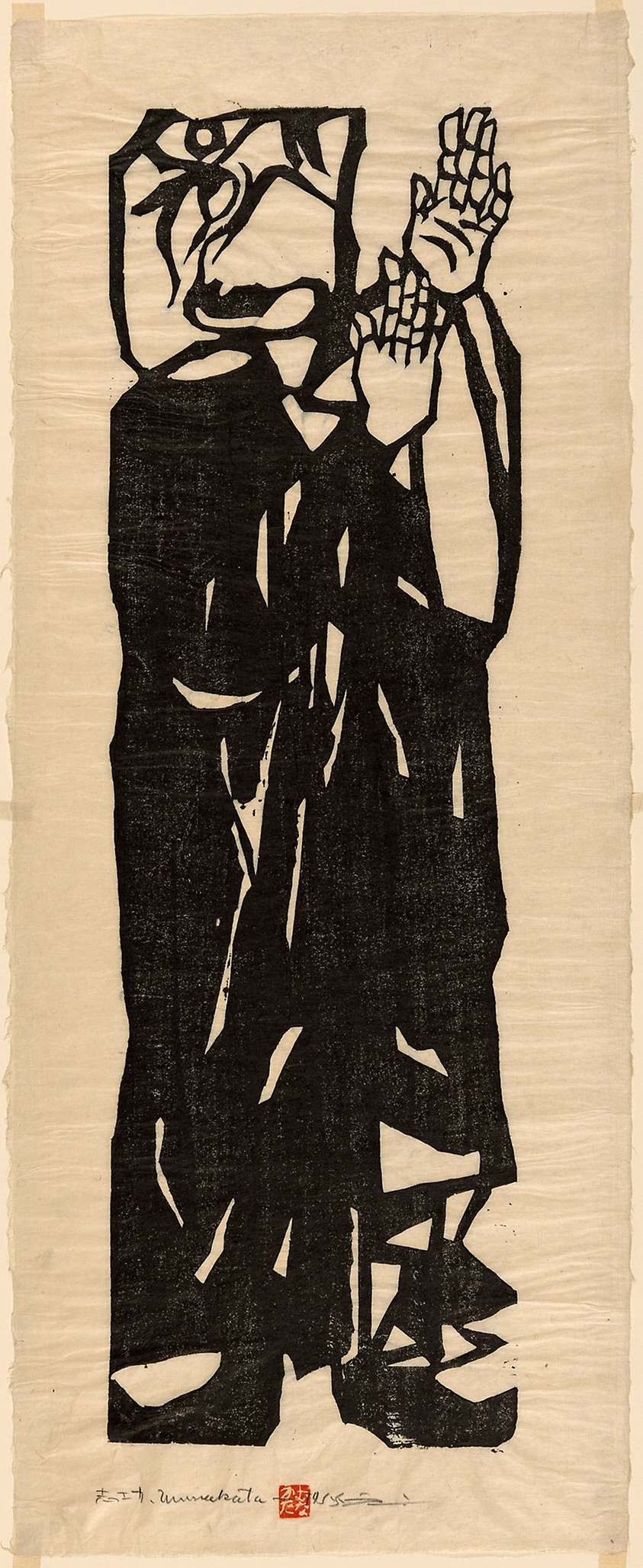
『十大弟子』より「阿那律」
(1955年摺)

- 「二菩薩釈迦十大弟子」 - 全十二柵、1939年（昭和14年）作、1948年（昭和23年）改刻

棟方の代表作のひとつ。中央に十大弟子、六曲一双屏風にするために、右側に文殊、左側に普賢の二菩薩を追加して仕立てた作品。東京国立博物館に展示されていた興福寺の十大弟子、特に須菩提から着想を得て制作された。この時の棟方には十大弟子について深い知識は無く、完成後に資料を見てそれぞれ名付けたという。そのため、従来の図様とは無縁であり、印相なども正確ではない。しかし、仏に近づこうと苦悩・葛藤し、吠える者すらいる弟子たちの姿を、力強く生命力に溢れた表現となっており、彼らの人間性や精神性までも感じ取れる。棟方自身は「下絵も描かず、版木にぶっつけに一気呵成に約一週間で彫り上げた」（『板画の道』）と語っている。彫りに要した時間は短いが、構想を得てから約一年半の間に熟考した数百枚もの手慣らしが残されており、極めて入念な準備のもとに制作されたことが分かる。
版木は両面を用いて六枚使っている。板面を無駄なく使い、板の縁ギリギリまで彫られた柵も複数ある。東京の自宅が空襲に遭い、菩薩の版木が焼失したが、五枚分は疎開する際ロッキングチェアを運ぶ添え木として使われたため難を逃れた。1948年（昭和23年）には菩薩像が彫り直され、姿も変わっている。改刻前の作品は、棟方志功記念館（六曲一双）、總持寺（六曲一双）、富山県美術館（六曲一双）、千葉市美術館（二曲六隻）、大原美術館（額装）などが、改刻後は棟方志功記念館（二組）、宮城県美術館（十二面、1970年（昭和45年）摺）、南砺市立福光美術館（六曲一双）、栃木県立美術館（六曲一双）、東京国立近代美術館（六曲一双、棟方自身が寄贈）、京都国立近代美術館（十二面）、パラミタミュージアム（六曲一双）、柏市砂川コレクション（六曲一双）、小平市平櫛田中彫刻美術館、町田市立国際版画美術館、龍泉寺（足利市）などが所蔵。
なお、各図の配置は屏風によってまちまちで、棟方は最晩年まで十人の名前と並べ方を検討していた。一貫して同名・同位置なのは、目犍連、須菩提、舎利弗の三人のみで、時期によって名前も位置も変化する。1967年（昭和42年）に棟方板画美術館所蔵作品の並びを「基本とする」と宣言するものの、実際にはその後何度も並び方を変えている。こうした事は以後の作品にもあり、完成に満足しない棟方の姿勢が窺える。
本作は1940年（昭和15年）第15回国画会展出品し翌年佐分賞、1955年（昭和30年）第3回サンパウロ・ビエンナーレで版画部門最高賞、翌年のヴェネツィア・ビエンナーレでグランプリの国際版画大賞を受賞している。
- 「大和し美し」- 1936年（昭和11年）作、棟方の出世作となった佐藤一英の詩を元とした連作。全二十柵[10]。
- 「御鷹揚げの妃々達々」（おんたかあげのひひたちたち）- 1964年（昭和39年）作、弘前市民会館（前川國男設計）大ホールの緞帳デザイン[注 38]。
- 「東海道棟方板画」- 1963年（昭和38年）から翌年にかけて制作された、初めての風景を題材とした連作。全六十五柵。
- 「大世界の柵」-1963年（昭和38年）、1969年（昭和44年）作。「乾」（けん）「坤」（こん）の二柵からなる大作で、世界最大級の木版画ともいわれる[注 39][22]。
- 「板画・奥の細道」- 1972年（昭和47年）から二年がかりで制作された、松尾芭蕉のおくのほそ道をたどる連作[注 22]。全二十六柵。
- 「炫火頌」（かぎろいしょう）- 棟方の歿後である1982年（昭和57年）に刊行された保田與重郎との共作歌画集[注 19]。全三十三柵。

### ギャラリー

ブルックリン美術館での棟方志功展
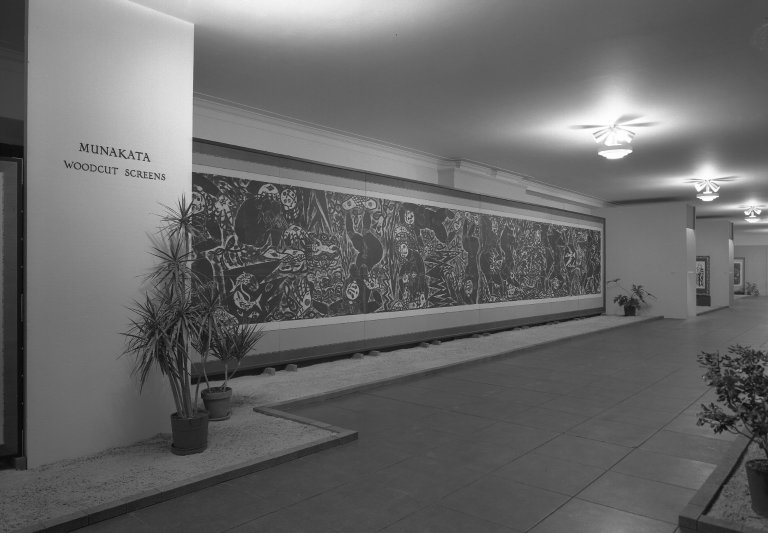
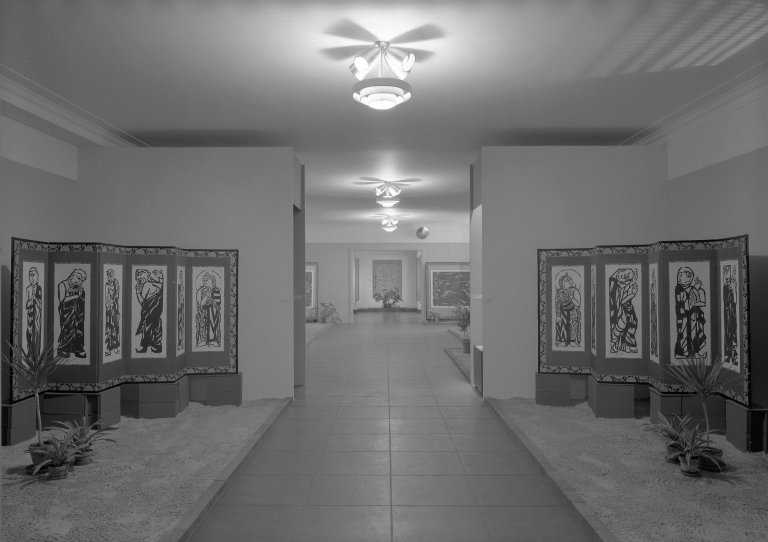
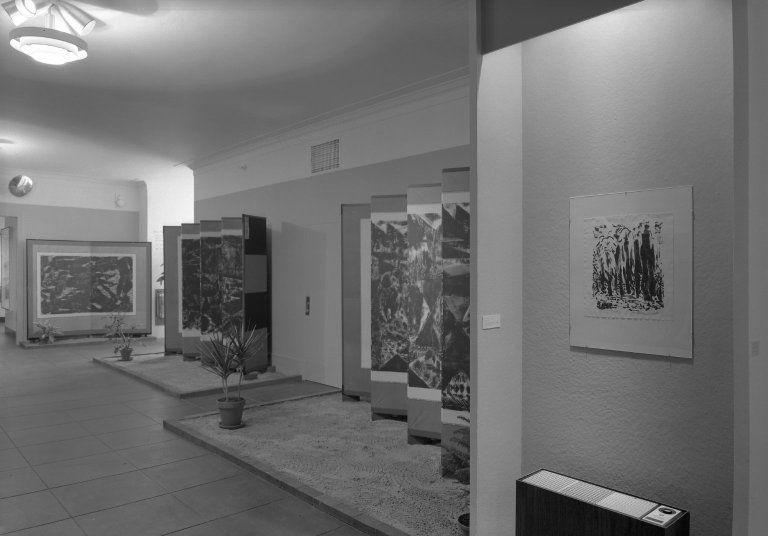

※1968年1月9日から2月18日まで開催。『大世界の柵』、『二菩薩釈迦十大弟子』、『海山の柵』などが展示されている。

### 郵便切手
日本郵便から以下の切手が発行されている。
- 1975年3月20日発行 放送50年記念「観聞頌」 20円切手1種。

日本で初めてラジオ放送が行われた日(1925年3月22日)から50年を記念して発行された。原画はこの切手のためのオリジナル作品。棟方はこの意匠について「文殊菩薩と普賢菩薩のかたちをかりて、観ることと聞くことを象徴し、放送文化があまねく宇宙空間に行きわたるさまを表わした」と述べている。
- 1982年11月24日発行 近代美術シリーズ第14集「弁財天妃の柵」60円切手1種
- 1999年10月13日発行 ふるさと切手愛知版 「大和し美し」より「藻草の柵」 80円切手1種。

2種連刷のうち他の1種は、長編詩「大和し美し」の作者佐藤一英の肖像を描く。
- 2000年3月23日発行 20世紀デザインシリーズ第8集 「鐘渓頌 唐衣の柵」 10種シート中の80円切手1種[72]

### 著書
- 『板散華』（はんさんげ） 山口書店、1942年／講談社文芸文庫、1996年 ISBN 4061963546（電子版あり）
- 『棟方志功畫集』 昭森社、1942年
- 『板愛染』（ばんあいぜん） 臼井書房、1948年
- 『板響神』（ばんきょうしん）祖国社、1952年
- 『板歡喜』（ばんかんき） 龍星閣、1954年（限定百部）
- 『板歎異』（ばんたんに） 龍星閣、1954年（限定千部）
- 『板画の道』 宝文館、1956年
- 『板画の肌』 河出書房、1956年
- 『SHIKO MUNAKATA WOOD-BLOCK PRINTS 棟方志功板畫』 柳宗悦編、筑摩書房、1958年
- 『板極道』（ばんごくどう） 中央公論社、1964年、改訂版1972年／中公文庫 1976年、改版2019年 ISBN 4122067030
- 『東海道棟方板画』 朝日新聞社、1964年
- 『棟方志功板画大柵』（はんがだいさく） 講談社、1969年（限定三千部）
- 『Munakata Japanese Prints 国際版 棟方志功板画大柵』 講談社、1970年（限定三千部）
- 『棟方志功藝業大韻』（げいごうだいいん） 講談社、1970年（限定三千部）
- 『棟方志功』 本間正義編、講談社 〈日本の名画49〉、1972年
- 『祢舞多運行連々繪巻』（ねぶたうんこうれんれんえまき） 平凡社、1974年 ISBN 9784582261011（二巻組、限定二百五十二部）
- 『棟方志功 別冊太陽 日本のこころ7』 平凡社、1974年 ASIN  B018Y1F6KK
- 『わだばゴッホになる』 日本経済新聞社、1975年／日本図書センター、1997年 ISBN 4820542524
- 『板画・奥の細道』 講談社文庫、1976年 ISBN 4061383027（電子版あり）
- 『棟方志功板業集』（ばんごうしゅう） 朝日新聞社、1976年（限定二千五百部）
- 『棟方志功』 海上雅臣編、保育社〈カラーブックス400〉、1977年 ISBN 4586504005
- 『棟方志功全集』全12巻、講談社、1977年-1979年
- 『棟方志功板画全柵』（はんがぜんさく） 講談社、1985年
- 『棟方志功』 新潮社〈新潮日本美術文庫44〉、1998年 ISBN 4106015641
- 『棟方志功 ヨロコビノウタ』 棟方板画美術館編、二玄社、2003年 ISBN 4544020816
- 『河井寛次郎 棟方志功』 新学社〈近代浪漫派文庫〉、2004年 ISBN 4786800864
- 『棟方志功作品集 富山福光疎開時代』 東方出版、2004年、同新版2010年 ISBN 4862491642
- 『棟方志功の絵手紙』 小池邦夫・石井頼子共編、二玄社、2006年 ISBN 4544023246
- 『孤高の画人 私の履歴書 画家Ⅱ』 熊谷守一・中川一政・東郷青児共著、日経ビジネス人文庫、2007年 ISBN 4532193818
- 『もっと知りたい棟方志功 生涯と作品』石井頼子編、東京美術 〈アート・ビギナーズ・コレクション〉、2016年 ISBN 4808710609
- 『棟方志功作品集 手のひらのなかの神羅万象』 石井頼子編、東京美術、2022年 ISBN 4808712318
- 『棟方志功 仏も鬼も人も花も愛おしい 別冊太陽 日本のこころ310』 平凡社、2023年 ISBN 4582923100

### その他
- 新美南吉『おぢいさんのランプ』、志功画、有光社、1942年／日本図書センター、2006年
- 吉井勇歌集『流離抄板畫巻』（りゅうりしょうはんがかん）、志功画、龍星閣、1954年
- 佐藤一英詩集『空海頌』（くうかいしょう）、志功画、えくらん社、1959年（限定五百部）
- 谷崎潤一郎『鍵』、志功画、中央公論社、1956年／中公文庫、1973年 ISBN 412200053X（電子版あり）
- 谷崎潤一郎歌集『歌々板画巻』（うたうたはんがかん）、志功画、宝文館、1957年／中公文庫、2004年 ISBN 4122043832
- 谷崎潤一郎『瘋癲老人日記』　志功画、中央公論社、1962年／中公文庫、2001年 ISBN 4122072980（電子版あり）
- 『大原寿恵子歌集抄』 大原孫三郎編、志功画、私家版（非売品）1962年（限定五百部）
- 草野心平『富士山』、志功画、岩崎美術社、1966年 ISBN 4753413578（限定千二百部）
- 小林正一歌集『板華頌』（はんげしょう）、志功画、私家版（非売品）1971年
- 草野心平『詩畫集 天竺』、志功画、筑摩書房、1976年 ASIN B0CCSQHPFS（限定八百五十部）
- 保田與重郎『歌集 炫火頌』（かぎろいしょう）、志功画、講談社文庫、1982年 ISBN 4061383361（電子版あり）
- 記念切手 近代美術シリーズ第14集『弁財天妃の柵』（べんざいてんひのさく）　原画は1965年作。1982年11月24日発行
- 北大路魯山人・勅使河原蒼風・棟方志功・岡本太郎『華々しき毒舌 戌年談義』 淡交 第12巻第116号、1958年[注 14]
- 日本酒『遊天』- 棟方が愛飲した弘前市の地酒で、現行のラベルは棟方が描いたもの[73]。
- スギナミウェブミュージアム「MUNAKATA SHIKO 2021 PROLOGUE」棟方志功初のオンライン展示、2020年12月-2021年9月30日

## 出演番組
- 第24回NHK紅白歌合戦（1973年12月31日、NHK総合・ラジオ第1） - 審査員
- 女性手帳 創る　棟方志功　NHK名作選（動画・静止画） NHKアーカイブス
- 日曜美術館「棟方志功 板の生命を活かす」（2023年10月8日、NHK Eテレ）[74]

## 伝記
- 濱田益水『写真 棟方志功』講談社、1972年
- 『グッドバイ棟方志功』講談社、1976年
- 長部日出雄『鬼が来た－棟方志功伝』（上・下） 文藝春秋、1979年／文春文庫、1984年／学陽書房〈人物文庫〉、1999年
- 匠秀夫』『棟方志功 讃』平凡社、1984年
- 宇賀田達雄『祈りの人 棟方志功』 筑摩書房、1999年
- 原田マハ『板上に咲く』 幻冬舎、2024年

## 受賞歴
- 1925年（大正14年）油彩『清水谷風景』白日会入選
- 1928年（昭和3年）油彩『雑園』第九回帝展入選
- 1929年（昭和4年）版画四点が春陽会入選
- 1931年（昭和6年）油彩『荘園』帝展入選、油彩『猫少女』白日賞
- 1932年（昭和7年）国画会奨励賞
- 1933年（昭和8年）東光会F氏賞、国際美術展推薦賞
- 1935年（昭和10年）板画『万朶譜』（ばんだふ）により国画会会友に推挙
- 1938年（昭和13年）板画『善知鳥』帝展特選
- 1940年（昭和15年）板画『二菩薩釈迦十大弟子』佐分賞
- 1946年（昭和21年）板画『鍾渓頌板画巻』岡田賞
- 1951年（昭和26年）板画『女人観世音』スイス、ルガーノ第二回国際版画展優秀賞
- 1955年（昭和30年）板画『二菩薩釈迦十大弟子』ブラジル、サンパウロ・ビエンナーレ版画部門最高賞
- 1956年（昭和31年）板画『湧然する女者達々』、『柳緑花紅頌』（りゅうりょくかこうしょう）などによりヴェネツィア・ビエンナーレ国際版画大賞
- 1958年（昭和33年）板画『葦蓮の柵』（いれんのさく、柳緑花紅頌の一柵）が聖ジェームス教会（ニューヨーク）現代日本版画展グランプリ
- 1959年（昭和34年）青森県第一回文化賞
- 1961年（昭和36年）京都法輪寺より法橋位[注 15]を受ける。
- 1962年（昭和37年）富山県日石寺より法眼位を受ける。
- 1963年（昭和38年）藍綬褒章受章
- 1964年（昭和39年）歌会始に招待される。
- 1965年（昭和40年）朝日文化賞、紺綬重飾褒章、ダートマス大学名誉文学博士称号授受、イタリア芸術院名誉会員に推挙
- 1969年（昭和44年）青森市名誉市民第一号となる。
- 1970年（昭和45年）『棟方志功板画大柵』、『板芸業四十年記念棟方志功障壁画展』により毎日芸術賞、文化勲章受章、文化功労者となる。
- 1971年（昭和46年）園遊会に出席。東奥日報 佐藤尚武郷土大賞
- 1974年（昭和49年）NHK放送文化賞

## ゆかりの施設

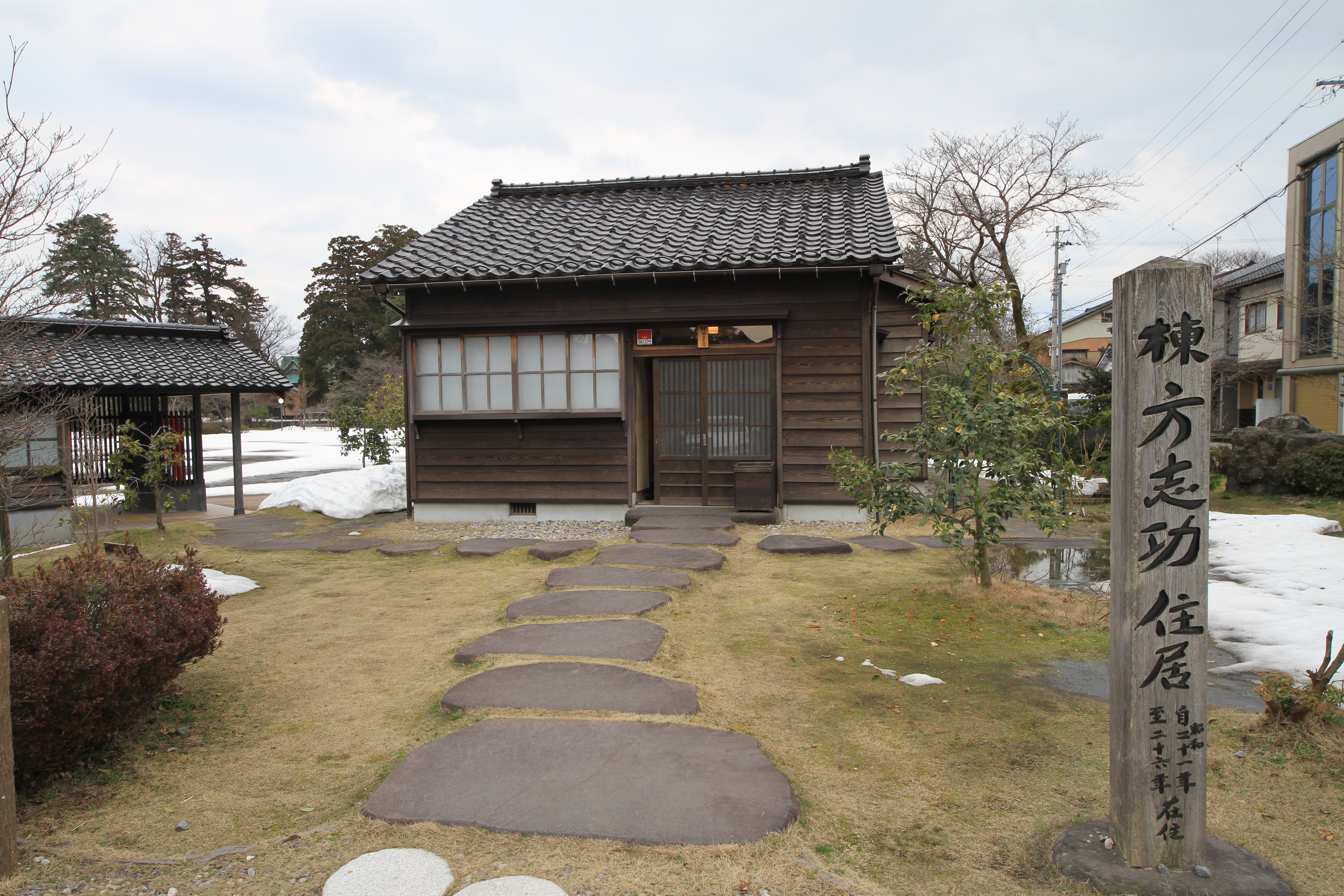
棟方志功住居 鯉雨画斎（南砺市）

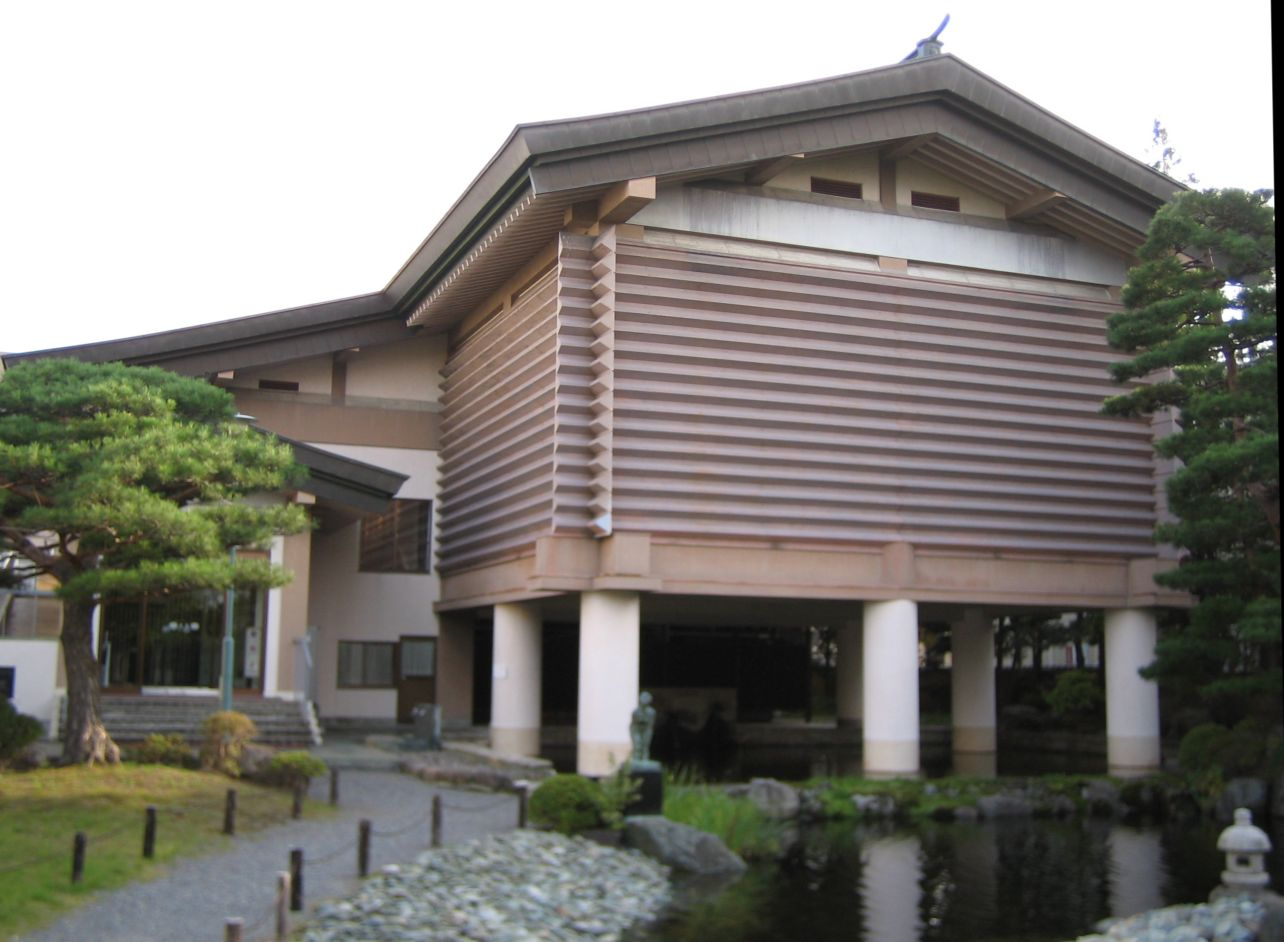
棟方志功記念館（青森市）

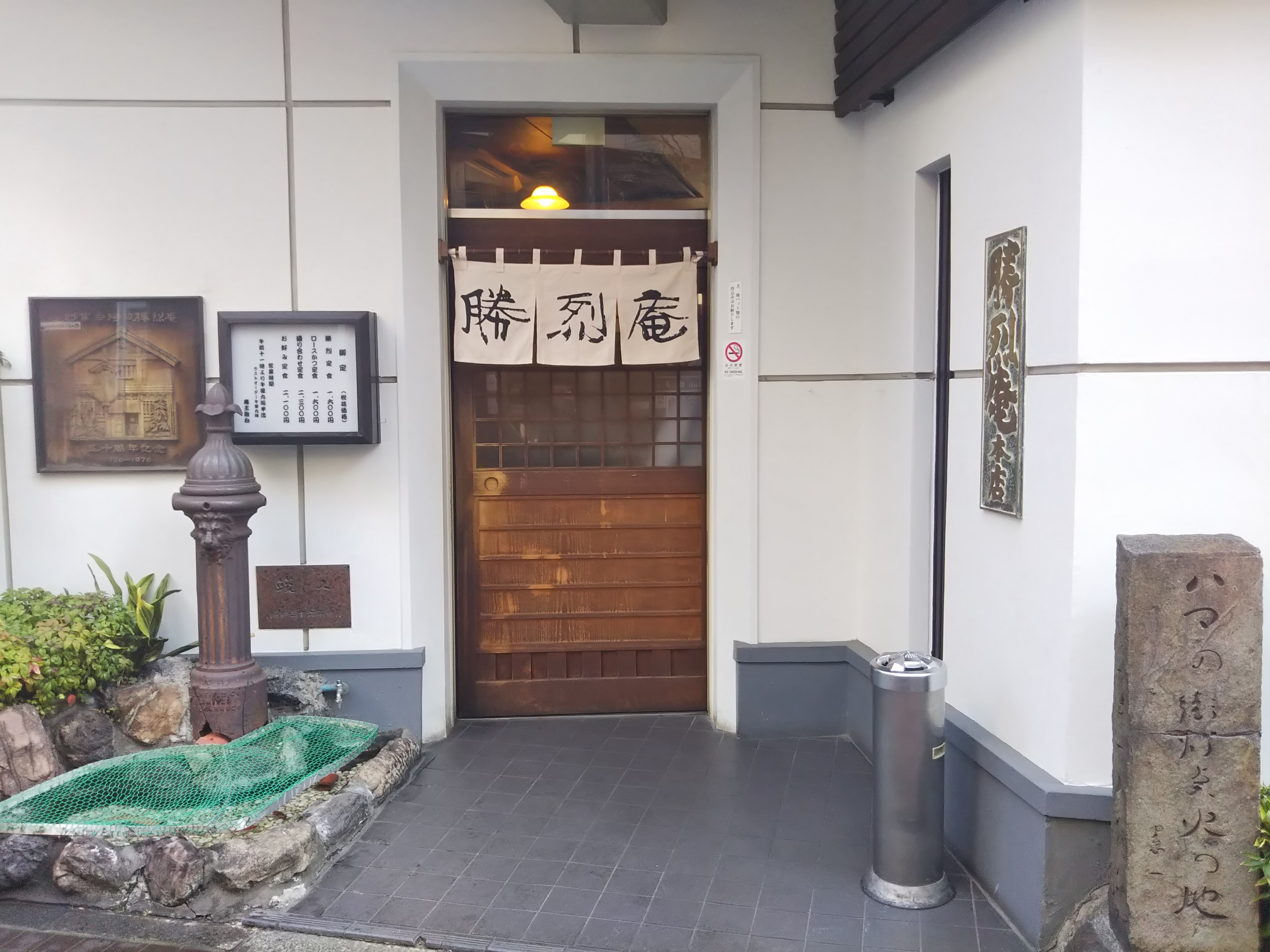
勝烈庵（横浜市）

- 青森県立美術館（青森県青森市） - 棟方作品・愛用品などが常設展示されている。2023年度末に棟方志功記念館閉館にあたり、同館の全収蔵品を受け入れた[75]。
- 棟方志功記念館（青森県青森市） -棟方が自費で建設した記念館。2012年に鎌倉市にあった棟方板画館（棟方板画美術館）を合併。新型コロナウイルスの影響による入館者数減少と施設の老朽化などにより、2023年度で閉館することが理事会と評議員会で承認された[76]。
- 浅虫温泉 椿館（青森県青森市） - 棟方が静養に良く利用していた。椿館にある作品のほとんどが直筆画であり、全集に載っていない作品も多数ある。椿館で使われている浴衣の柄は棟方が描いた鯉の絵がモチーフとなっている。
- やまとーあーとみゅーじあむ（埼玉県秩父市羊山公園内） - 棟方作品を中心とした美術館。
- 新宿すずや（東京都新宿区） - 棟方が看板とメニューの表紙画を描いた飲食店。新宿本店があるSUZUYAビル五階の廊下では作品の展示も行われている。
- 勝烈庵（神奈川県横浜市中区） - 棟方作品が多数展示されているレストラン。暖簾の揮毫も棟方による。
- 棟方板画館（棟方板画美術館）（神奈川県鎌倉市鎌倉山） - 親族が館長として管理・運営していたが、高齢化などを理由に2010年休館。
- 光徳寺 - 福光滞在中の棟方が残した作品を多数収蔵・展示している。
- 南砺市立福光美術館（富山県南砺市法林寺）
  - 本館 - 棟方の作品を収蔵・常設展示
  - 分館 棟方志功記念館「愛染苑（あいぜんえん）」 - 棟方の最初の旧住居跡に建てられた記念館で、名称は谷崎潤一郎が棟方が福光に居を構えた家屋に付けた名前。疎開生活をしていた六年八か月の間に制作した作品を中心に展示。
  - 分館 旧棟方志功住居「鯉雨画斎（りうがさい）」 - 棟方の旧住居を移築保存した建物。屋内の板戸や厠（便所）などに棟方が書いた絵が残る。名称は棟方がアトリエとしていた八畳間に付けていた名前。
- 瞞着川（だましがわ、南砺市法林寺）- 棟方が命名者となった川。石碑の揮毫も棟方による。川沿いの緑道にはこの川を描いた十三柵の板画パネルが設置されている[41]。
- 湊川神社（兵庫県神戸市中央区） - 拝殿天井画「運命」（1956年）、壁画「御神社七媛図」（おんじんじゃななひめず）および「御双鷹巌図」（おんそうようがんず、1973年）、「御楠樹図」（おんくすのきず）。
- 棟方志功・柳井道弘記念館（M&Y記念館）（岡山県津山市） - 棟方と詩人・柳井道弘との津山・美作地方における交流や足跡をテーマとした記念館。[77]
- 安部榮四郎記念館（島根県松江市） - 安部と民藝運動を通じて親交のあった棟方志功、柳宗悦、河井寛次郎の作品を展示している。その縁から作品には必ず安部の手すき和紙（出雲民芸紙）が使われるようになった。
- 青森地方裁判所 - 所長室に「青森景勝之処大観之図」が飾られている[6]。裁判所内にあるため普段は非公開である[78]。

## 家族
- 長男は棟方巴里爾（むなかた ぱりじ、元俳優で1998年没、生前は劇団民藝に所属。妻は濱田庄司の娘）
- 次男は棟方令明（むなかた よしあき、元棟方板画美術館長）
- 長女は宇賀田けよう（夫の宇賀田達雄は元朝日新聞記者。長女石井頼子は棟方志功研究者（棟方志功板画美術館や南砺市福光美術館で学芸員）で関連著書多数。
- 次女は小泉ちよゑ（「絵手紙フォーラム遊彩」会長）。

## 棟方志功を演じた人物

### テレビドラマ
- 渥美清『おかしな夫婦』（1971年10月27日 - 1972年3月30日、フジテレビ）共演:十朱幸代
- 片岡鶴太郎『花王名人劇場 志功の青春記より 夢を彫る男』シリーズ（1989年、関西テレビ）
- 劇団ひとり『土曜プレミアム 我はゴッホになる! 〜愛を彫った男・棟方志功とその妻〜』（2008年10月25日、フジテレビ）

### 舞台
- コロッケ『わだばゴッホになる・棟方志功物語』